# Wolfgang Kiessling (Biologe)
Wolfgang Kiessling (* 6. April 1965 in Coburg) ist ein deutscher Paläobiologe und seit 2012 Inhaber des Lehrstuhls für Paläobiologie in Erlangen.

## Leben
Kiessling studierte Geologie/Paläontologie an der Friedrich-Alexander-Universität Erlangen-Nürnberg, wo er im Institut für Paläontologie 1992 sein Diplom machte. Im Jahre 1995 wurde er bei Erik Flügel, dem Gründer des Erlanger Instituts, promoviert. 2005 habilitierte er sich an der FU-Berlin in Historischer Geologie und Paläontologie.
Von 2011 bis 2012 war er Professor für Evolutionäre Palökologie am Museum für Naturkunde der Humboldt-Universität zu Berlin.
Er leitete den Forschungsbereich Diversitätsdynamik am Leibniz-Institut Museum für Naturkunde in Berlin.
Kiesslings frühe Arbeiten befassten sich mit Radiolarien. Im Zentrum seiner Forschungstätigkeit steht die Untersuchung globaler Biodiversitätsmuster in der Erdgeschichte, insbesondere im marinen Bereich. Kiessling beschäftigt sich insbesondere mit der Entwicklung und Evolution von Korallenriffen und deren Kontrollfaktoren. Ferner untersucht Kiessling die Ursachen und evolutionären Konsequenzen von Massenaussterben und Riffkrisen.
Kiessling gehört zu den Chefredakteuren der Fachzeitschrift Facies und war einer der Leitautoren des Sechsten Sachstandsberichts des IPCC.
Sein h-Index lag mit Stand März 2022 bei 49. Kiessling ist der am häufigsten zitierte Paläontologe in Deutschland.

## Schriften
- W. Kiessling, C. Simpson: On the potential for ocean acidification to be a general cause of ancient reef crises. In: Global Change Biology. v. 17, 2011, S. 56–67.
- W. Kiessling, C. Simpson, M. Foote: Reefs as cradles of evolution and sources of biodiversity in the Phanerozoic. In: Science. Band 327, 2010, S. 196–198.
- C. Simpson, W. Kiessling: The role of extinction in large-scale diversity–stability relationships. In: Proceedings of the Royal Society B: Biological Sciences. Band 277, 2010, S. 1451–1456.
- W. Kiessling, M. Aberhan, L. Villier: Phanerozoic trends in skeletal mineralogy driven by mass extinctions. In: Nature Geoscience. Band 1, 2008, S. 527–530.
- W. Kiessling: Long-term relationships between ecological stability and biodiversity in Phanerozoic reefs. In: Nature. Band 433, 2005, S. 410–413.